# Slezské nebe
Slezské nebe (německy Schlesisches Himmelreich, slezskoněmecky Schläsches Himmelreich) je tradiční masité jídlo německé a slezské kuchyně, původem ze Slezska.
Slezské nebe je tvořeno z uzeného vepřového bůčku, v uvařené vodě je zamíchané sušené ovoce, skořice a citronová kůra. Jíška je uvařena se sladkou omáčkou a poté smíchaná s nakrájenými plátky vepřového bůčku a sušeného ovoce.
K pokrmu se obvykle podávají slezské bramborové knedlíky tzv. Kließla.